# SETI
SETI je kratica za termin "Search for Extraterrestrial Intelligence". Riječ je o dugogodišnjem znastvenom eksperimentu kojem se pomoću radio teleskopa u Arecibu pokušava naći dokaze o postojanju razumnih bića u svemiru.
Projekt SETI započeo je početkom 60-ih godina 20. stoljeća, u ranom razdoblju istraživanja svemira. Godine 1960. Frank Drake proveo je prvo SETI istraživanje, što označava početak projekta. Kraljem 60-ih i početkom 70-ih, NASA se priključila naporima SETI-ja u potrazi za izvanzemljskim životom.
Početkom 70-ih NASA-in istraživački centar u Mountain View u Kaliforniji tražio je tehnologiju za učinkovit način istraživanja, na temelju čega je Bernard Oliver napravio opsežnu studiju nazvanu Project Cyclops na kojoj se temeljio kasniji rad SETI-ja. Krajem 70-ih NASA je osnovala SETI-jev program u Ames Research Center i JPL-u u Pasadeni, Kalifornija. 
Institut SETI osnovan je 20. studenog 1984. godine u Kaliforniji s ciljem olakšavanja istraživanja i obrazovnih programa povezanih s istraživanjem izvanzemaljskog života u svemiru.

## Vanjske poveznice
- Službena stranica (engl.)
- History of SETI - archive.seti.org  Arhivirana inačica izvorne stranice od 5. studenoga 2015. (Wayback Machine) (engl.)
- Institut SETI - http://www.seti.org  Arhivirana inačica izvorne stranice od 3. ožujka 2016. (Wayback Machine) (engl.)
- SETI: The Search for ExtraTerrestrial Intelligence - http://history.nasa.gov/seti.html  Arhivirana inačica izvorne stranice od 15. veljače 2016. (Wayback Machine) (engl.)